# Matthias Dandois
Matthias Dandois (París, 6 de mayo de 1989) es un deportista francés que compite en ciclismo en la modalidad de BMX estilo libre, especialista en la prueba de flatland.
Ganó cuatro medallas en el Campeonato Mundial de Ciclismo Urbano entre los años 2019 y 2024, y tres medallas de oro en el Campeonato Europeo de Ciclismo BMX Estilo Libre entre los años 2021 y 2024.
Adicionalmente, consiguió una medalla de bronce en los X Games Chiba 2023, en la prueba de flatland.

## Palmarés internacional
| Campeonato Mundial | Campeonato Mundial      | Campeonato Mundial | Campeonato Mundial |
| Año                | Lugar                   | Medalla            | Competición        |
| ------------------ | ----------------------- | ------------------ | ------------------ |
| 2019               | Chengdu (China)         | Medalla de plata   | Flatland           |
| 2021               | Montpellier (Francia)   | Medalla de oro     | Flatland           |
| 2023               | Glasgow (Reino Unido)   | Medalla de bronce  | Flatland           |
| 2024               | Abu Dabi (EAU)          | Medalla de oro     | Flatland           |
| Campeonato Europeo |                         |                    |                    |
| Año                | Lugar                   | Medalla            | Competición        |
| 2021               | Bochum (Alemania)       | Medalla de oro     | Flatland           |
| 2023               | Duisburgo (Alemania)    | Medalla de oro     | Flatland           |
| 2024               | Luxemburgo (Luxemburgo) | Medalla de oro     | Flatland           |

| X Games de Verano | X Games de Verano | X Games de Verano | X Games de Verano |
| Año               | Lugar             | Medalla           | Prueba            |
| ----------------- | ----------------- | ----------------- | ----------------- |
| 2023              | Chiba (Japón)     | Medalla de bronce | Flatland          |